# 米格尔·塞尔达
米格尔·塞尔达（西班牙語：Miguel Cerda，1969年12月27日—），智利男子赛艇运动员。他曾代表智利参加1999年、2003年、2007年和2011年泛美运动会赛艇比赛，获得一枚金牌和三枚铜牌。他也曾参加2000年夏季奥运会。